# Tossal Colomer
El Tossal Colomer és una muntanya de 2.672 metres d'altitud del terme comunal d'Angostrina i Vilanova de les Escaldes, pertanyent a la comarca de l'Alta Cerdanya, de la Catalunya del Nord.
Aquest cim es troba a prop a llevant del cim del Carlit, al damunt i al sud-oest de l'Estany de Sobirans.
La ruta habitual per ascendir-hi coincideix amb les rutes que pugen al Carlit pel costat est. Es tracta de rutes molt freqüentades pels excursionistes.